# Іванов Святослав Павлович
Іванов Святослав Павлович (29 жовтня 1918, Київ — 7 квітня 1984, Київ) — український кінознавець, кандидат мистецтвознавства (з 1973 року), заслужений працівник культури України (з 1968 року), член спілок Письменників і Кінематографістів України.

## Біографія
Народився 29 жовтня 1918 року в Києві в родині службовця. У 1941 році закінчив філологічний факультет Київського державного університету імені Т. Г. Шевченка. Учасник німецько-радянської війни. У 1941 році закінчив зенітно-артилерійське військове училище.
Член ВКП(б) з 1942 року.
Після демобілізації працював завідувачем відділу, заступником редактора газети «Сталинское племя». У вересні 1949 — січні 1954 року був головним редактором газети ЦК ЛКСМУ «Сталинское племя». З січня 1954 року працював першим заступником редактора і членом редакційної колегії газети «Правда Украины», редактором відділу журналу «Комуніст України». У 1956 — листопаді 1962 року — редактор газети «Вечірній Київ».
У листопаді 1962 — вересні 1963 року — заступник міністра культури Української РСР та начальник Головного управління по виробництву кінофільмів. 28 вересня 1963–1972 року очолював Державний комітет Ради Міністрів УРСР по кінематографії (Держкіно Української РСР). На посаді голови Держкіно УРСР підтримував розвиток українського кіно та кінематографістів, які потрапили в опалу. Зокрема, Сергія Параджанова, Кіри Муратової. При ньому реалізували свої таланти Леонід Осика, Юрій Ільєнко, Леонід Биков.
У 1976–1984 роках був деканом кінофакультету і доцентом у Київському державному інституті театрального мистецтва ім. І. Карпенка-Карого.
Помер 7 квітня 1984 року в Києві. Похований на Байковому кладовищі.

## Книги
Автор книг:
- «Найважливіше з мистецтв» (К., 1969),
- «Кіно. Політика. Політичний фільм» (К., 1980).

## Нагороди
- орден Вітчизняної війни 2-го ступеня
- два ордени Трудового Червоного Прапора (4.05.1962)
- орден Червоної Зірки
- орден «Знак Пошани»
- медалі